# Victor Kempff
Fredrik Johan Victor Kempff, född 1827 i Längbro socken i Örebro 
län, död 1911, var en sjöman som tillbringade större delen av sitt 
professionella liv på svenska fartyg. Under 1850–1870-talen var han under 
23 års tid befälhavare på fartyg tillhörande Hernösands Ångfartygsbolag och 
Hernösands Nya Ångfartygsbolag.
I flera av hans bevarade dokument stavas hans tilltalsnamn "Wictor" och 
ibland refereras han vid "F. J. W. Kempff" eller "Fr. Joh. Victor Kempff," vilket 
är förkortningar för hans fullständiga namn Fredrik Johan Victor Kempff.

## Karriär
I New York 1849 utfärdades för honom ett kompetensintyg och samma år även ett amerikanskt pass. 1853 tjänstgjorde han som styrman i Gävle och mottager tjänstgöringsintyg för rollen både i Gävle och Stockholm. Samma år avladehan sjökaptensexamen och efterföljande år, 1954, avlade han sjökaptensexamen av 1:a klass vid Navigationsskolan i Stockholm.
Kempffs anställning förnyades 1857 i Härnösand och 1865 skrev han under ett anställningskontrakt som kapten för ångfartyget Hernösand II. 1872 skrev han under ett kontrakt som befälhavare på den nya passagerarångaren S/S Ångermanland.
Efter att han begärt avsked från direktionen 1879  blev han vid ett senare tillfälle syssloman på arbetsinrättningen Dihlström vid Stora Glasbruksgatan i Stockholm.
År 1907 mottar han en kallelse för sjökapten V. Kempff till hedersledamot i Ångfartygsbefälhavare-Sällskapet.

## Sällskap
Kempff var medlem i Ångfartygsbefälhavare-Sällskapet och 1907 mottar han en kallelse till hedersledamot i Ångfartygsbefälhavare-Sällskapet.
Kempff var även medlem i Neptuni Orden och blev 1906 utnämnd till Jubel-Broder i Neptuni Orden.

## Familj och släkt
Fadern Anders Christoffer Gustaf Kempff (1794–1837) var fältkamrer som gifte sig 1821 med fröken Johanna Maria Engren (född 1799).
När Victor Kempff 1855 var 28 år gifte han sig med Clara Maria Berg (1836–1909) som då var 19 år gammal. De fick de tre barn. Makarna är gravsatta på Norra begravningsplatsen utanför Stockholm.